# Corlate, Dolj
Corlate este un sat în comuna Izvoare din județul Dolj, Oltenia, România.

## Istoricul moșiei Corlate
În anul 1534, moșia aparținea familiei Craioveștilor - marelui logofăt Vaslan. Moșia este moștenită de nepoata acestuia, Marga.
Mai târziu trece în stăpânirea lui Radu, tatăl lui Matei Basarab.
De la acesta, moșia este moștenită de fiica lor, Maria, apoi de fiul acesteia Preda Brâncoveanu, vel vornic.
Fiul lui Preda Brâncoveanu, Papa Postelnicul, căsătorit cu Stanca Cantacuzino are ca fiu pe Constantin Brâncoveanu, care stăpânește Corlatele între anii 1665 și 1670 și îl dă ca zestre fiului său (tot) Constantin Brâncoveanu la căsătoria acestuia cu Anita Bals din Moldova.
După uciderea lui Constantin Brâncoveanu și a fiilor săi, de către turci, soția lui Constantin reclamă din exil moșia Corlate care la 1722 figura ca “ pagus desolaters”, teritoriu pustiu. La 1730 moare soția lui C. Brâncoveanu și Corlatele este moștenit de nepotul de fiu al lui Brâncoveanu, Constantin – Ban al Craiovei. Mai târziu, moșia trece în stăpânirea fiului acestuia, Manolache Brâncoveanu - tot Ban al Craiovei, căsătorit cu Zoe Sturza. 
Fiul acestora este Grigore Brâncoveanu, ultimul moștenitor pe linie masculină al familiei.
Corlatele revine nepoatei lui Grigore Brâncoveanu, fiica sorei sale Elena, căsătorită cu Barbu Stirbey (fiul Catincăi Bibescu) ei vând moșia Corlate fraților Paliu (cu care aveau strânse legăturiă).
Părți din moșie sunt vândute de moștenitoarea, Eliza Paliu-căsătorită Alexandrescu, fiica lui Stan Paliu (în unele acte - Paleu) astfel că în
anul 1879 mai avea 3240 de pogoane, iar la 1885 ajunsese la 2398 pogoane.
La moartea Elizei (1914) o moștenește sora ei după tata- Maria Paliu, căsătorită Georgescu, mai rămăseseră circa 1400 de pogoane. Ca urmare a exproprierii din 1920, au mai rămas circa 600 de pogoane (300 de hectare). Această suprafață a fost împărțită în 6 părți, o parte Mariei Georgescu și 5 părți copiilor acesteia, conform actului de partaj de ascendent din anul 1928, Ionel B. Georgescu, Anișoara Georgescu (căsătorită cu generalul de divizie N.Dimitriu), George B. Georgescu, Mărioara B. Georgescu (căsătorită cu colonelul T. Bălăcioiuă) și Vasile B.Georgescu Paleolog.
Aceasta moșie a fost expropriată de regimul comunist, după atâtea secole unde legitimii proprietari au lucrat aceste pământuri.

## Personalități locale
- Mircea Plângău (1955 - 2017), regizor

 Acest articol despre o localitate din județul Dolj este deocamdată un ciot. Puteți ajuta Wikipedia prin completarea lui.